# لوداينتي
بلدية لوداينتي (بالإسبانية: Ludiente)‏، هي إحدى بلديات مقاطعة كاستيلون التي تقع في منطقة بلنسية، في شرق إسبانيا.
يبلغ عدد سكانها 185 نسمة وفقاً لإحصائية سنة (2006).